# Japs Sergio
John Paul Ricafranca Sergio conocido artísticamente como Japs Sergio es un cantante y bajista filipino de ascendencia japonesa, nacido el 20 de agosto de 1979 en Parañaque. Además es vocalista de la influyente banda filipina Rivermaya. Conocido por muchos de sus amigos como Japs, Japsuki, y JP, el también fue uno de los fundadores de la banda Daydream ciclo que participaba como guitarrista y cocompositor de dicha banda. Asistió a la Escuela en Manresa BF Casas en la ciudad de Pañareque, hasta la escuela secundaria. Sergio se graduó en el año 2000 con un título en AB Gestión para Recursos Humanos en la Universidad De La Salle en el Colegio de San Benildo. Para la banda Rivermaya se incorporó cuando Nathan Azarcón dejó la banda en marzo de 2001. Su hermano mayor, Andrew Ryan Steve "Dok" Sergio (nacido el 27 de febrero de 1976), es también es bajista en otra banda, de Daydream Ciclo en donde perteneció Sergio.

## Discografía

### Con Rivermaya
- Tuloy esp Ligaya (2001, Viva Documentos)
- Entre las estrellas y las olas (2003, Viva Documentos)
- Isang Ugat, Isang Dugo (2006, Viva Documentos)
- Bagong Liwanag PE (2007, Warner Music)
- Buhay (2008, Warner Music)

### Con Daydream Ciclo
- Ciclo de ensueño (2001, independiente de prensa)
- Usted todavía jóvenes en el corazón (2003, Shelflife Documentos)
- Kite submarino (2005, independiente de prensa)
- Navidad Is Here (2008, Internet gratis solo despacho)